# Skin o' My Teeth
Skin o' My Teeth è un singolo del gruppo thrash metal statunitense Megadeth, pubblicato nel 1993 ed estratto dall'album Countdown to Extinction.

## Tracce
7"
1. Skin o' My Teeth
2. Holy Wars... The Punishment Due (General Schwarzkopf Mix)

10"
1. Skin o' My Teeth
2. Holy Wars... The Punishment Due (General Schwarzkopf Mix)
3. High Speed Dirt (live)
4. Mustaine Remarks on Megadeth Game